# 中央広播電視塔
座標: 北緯39度55分5秒 東経116度18分1秒 / 北緯39.91806度 東経116.30028度
中央広播電視塔（ちゅうおうこうはんでんしとう）は中華人民共和国北京市海淀区に位置する電波塔。「北京テレビ塔」、「セントラルラジオ＆テレビタワー」と呼ばれる事もある。北京で一番高い構造物であり、アンテナ最高部は405mに達する。238m地点に一つの展望台を持ち、展望室とそれに付随するレストランからは北京市内を一望できる。1992年に竣工し、20世紀90年代十大建築の一つ。
中央電視台の放送設備があったが、これらは中央電視台新本部にとって代わられた。

## アクセス
北京地下鉄1号線 公主墳駅下車